# Aloo gobi

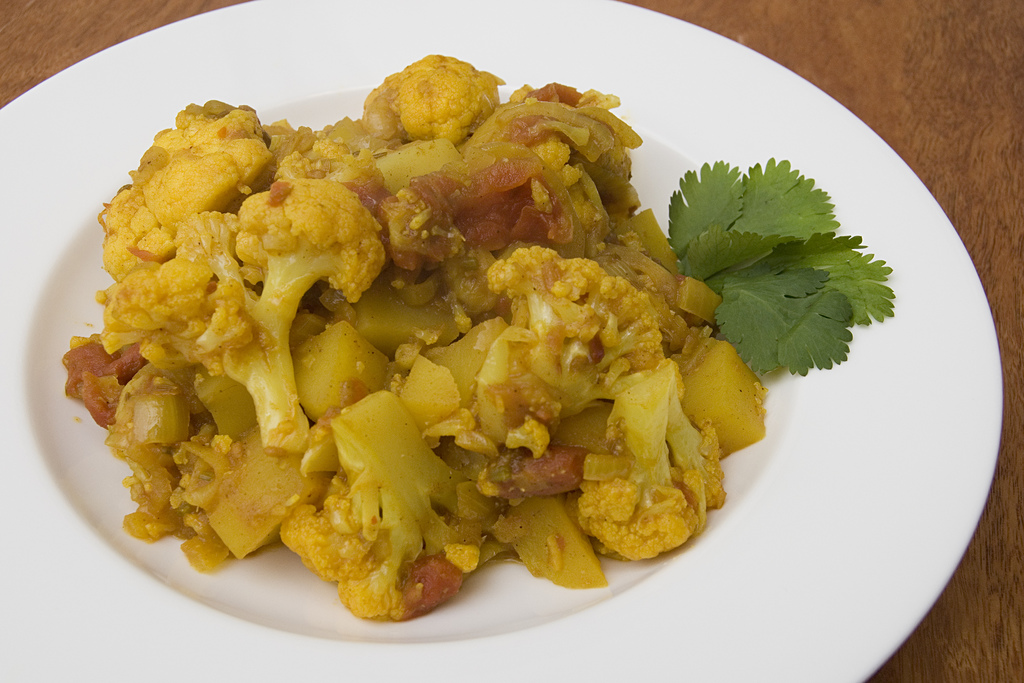
Aloo gobi.

El Aloo gobi (del idioma Punjabi), pronunciado como alu gobi, o aloo gobhi (procedente del Hindi आलू गोभी) es un a especie de curry seco usado en la cocina india.Se trata de una combinación muy popular de aloo (patata) y gob(h)i (coliflor) y diversas especias. Es de color generalmente amarillo, debido al uso de cúrcuma y ocasionalmente semillas de cebolla y hojas de curry. Otros ingredientes que se emplean en las variaciones son: ajo, jengibre, cebollas, hojas de coriandro, tomate y comino. Existen muchas variaciones a lo largo de la India y Pakistán, pero todas ellas aparecen de forma similar a lo largo de todos los territorios.

## Trivia
Este plato ha tenido un éxito prominente debido al film Bend It Like Beckham—en una edición que mencionaba How to cook Aloo gobi., en la que la directora del famoso film cocinaba este plato. Esto dejaba un juego de palabras entre 'Why cook aloo gobi, cuando el título original era: "Bend It Like Beckham".